# Podlesí (Staré Město pod Landštejnem)
Podlesí (německy Deutsch-Bernschlag, též Peršláček, Posláček, Německý Bernschlag) je vesnice, část městyse Staré Město pod Landštejnem v okrese Jindřichův Hradec v Jihočeském kraji. V roce 2011 zde trvale žilo devatenáct obyvatel. Podlesí leží v katastrálním území Podlesí pod Landštejnem v němž je ochranné pásmo zříceniny státního hradu Landštejn.

## Historie
První písemná zmínka o vesnici pochází z roku 1487. Dříve měla obec místní části Olinghäuseln, Arnolshof a Auhäuser.

## Obyvatelstvo
V roce 1830 čítalo Podlesí 16 domů, roku 1880 již 37 domů a 242 obyvatel německé národnosti. V roce 1930 mělo 131 obyvatel, v roce 1939 pak 118 obyvatel ve 29 domech.
| Rok            | 1869 | 1880 | 1890 | 1900 | 1910 | 1921 | 1930 | 1950 | 1961 | 1970 | 1980 | 1991 | 2001 | 2011 | 2021 |
| -------------- | ---- | ---- | ---- | ---- | ---- | ---- | ---- | ---- | ---- | ---- | ---- | ---- | ---- | ---- | ---- |
| Počet obyvatel | 221  | 242  | 219  | 188  | 175  | 156  | 131  | 56   | 52   | 48   | 22   | 14   | 10   | 19   | 13   |
| Počet domů     | 35   | 37   | 38   | 34   | 35   | 36   | 29   | 23   | 12   | 12   | 9    | 13   | 14   | 14   | 15   |

## Obecní správa
Při sčítání lidu v letech 1850–1959 Podlesí bylo samostatnou obcí, se kterým patřilo nejprve do okresu Jindřichův Hradec, ale v roce 1950 v okrese Dačice. Od roku 1960 je částí městyse Staré Město pod Landštejnem v okrese Jindřichův Hradec. V letech 1850–1909 k obci patřil Dobrotín a v letech 1950–1959 také Skalka.

## Galerie

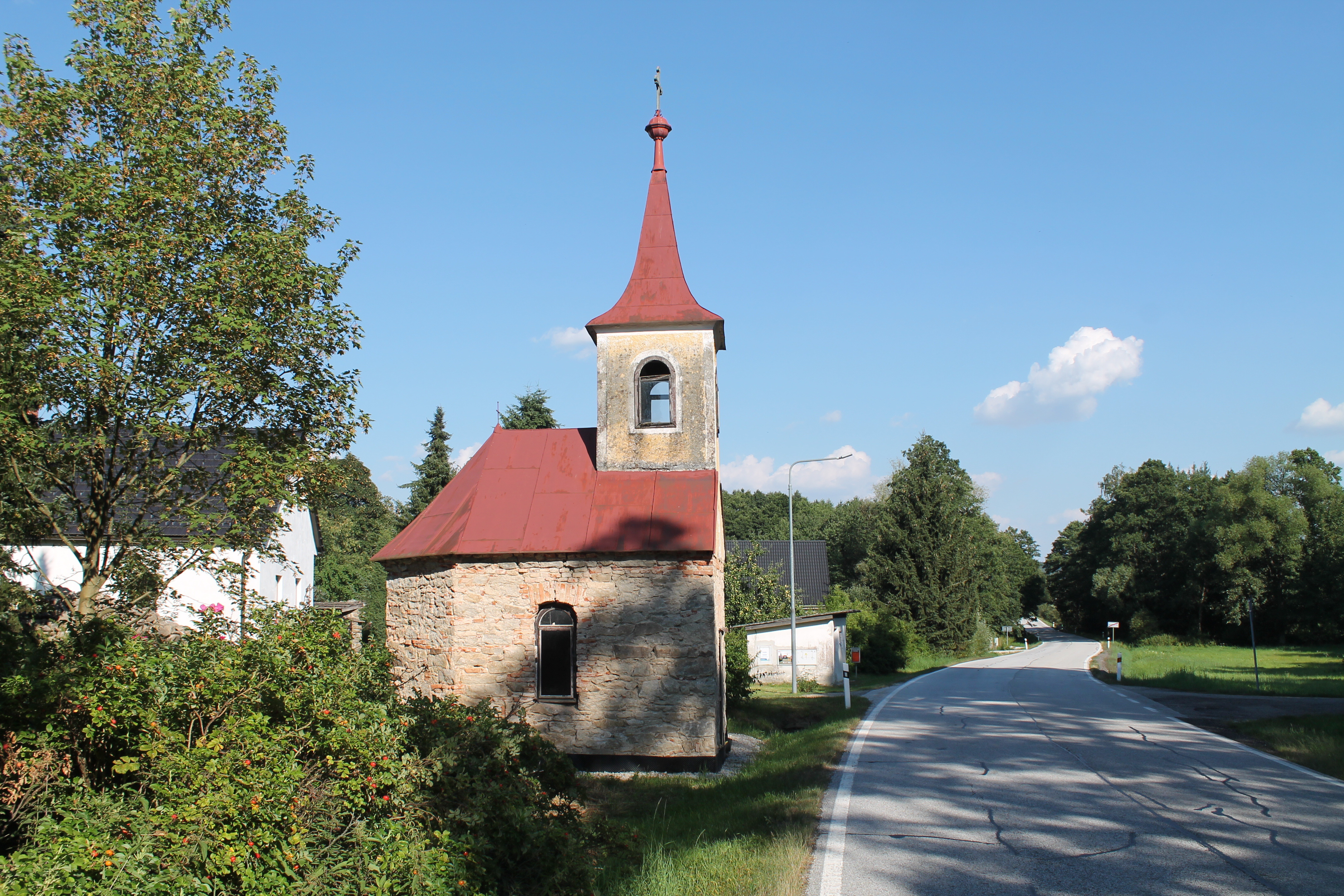
Hlavní silnice s kaplí
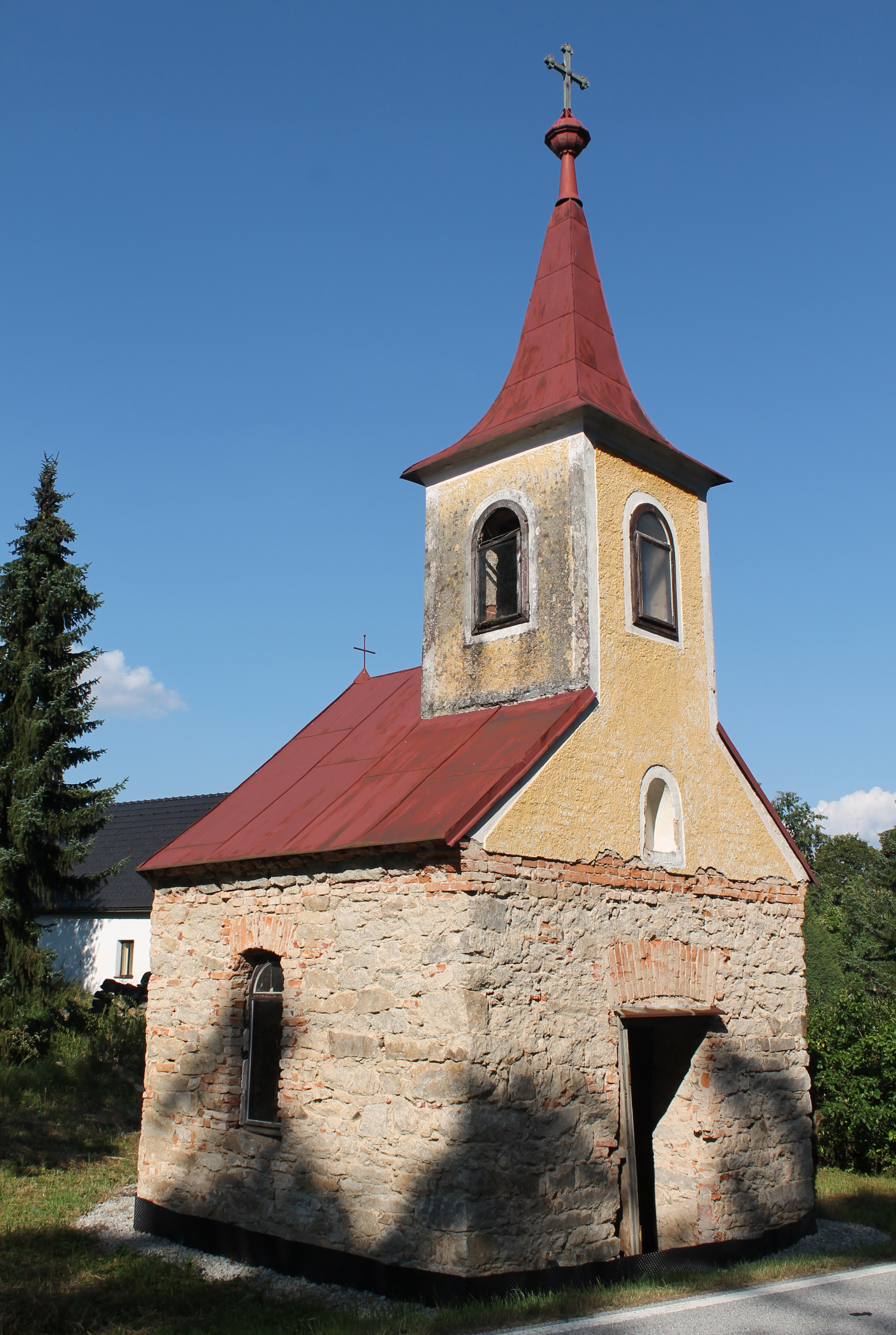
Kaple Panny Marie Pomocné
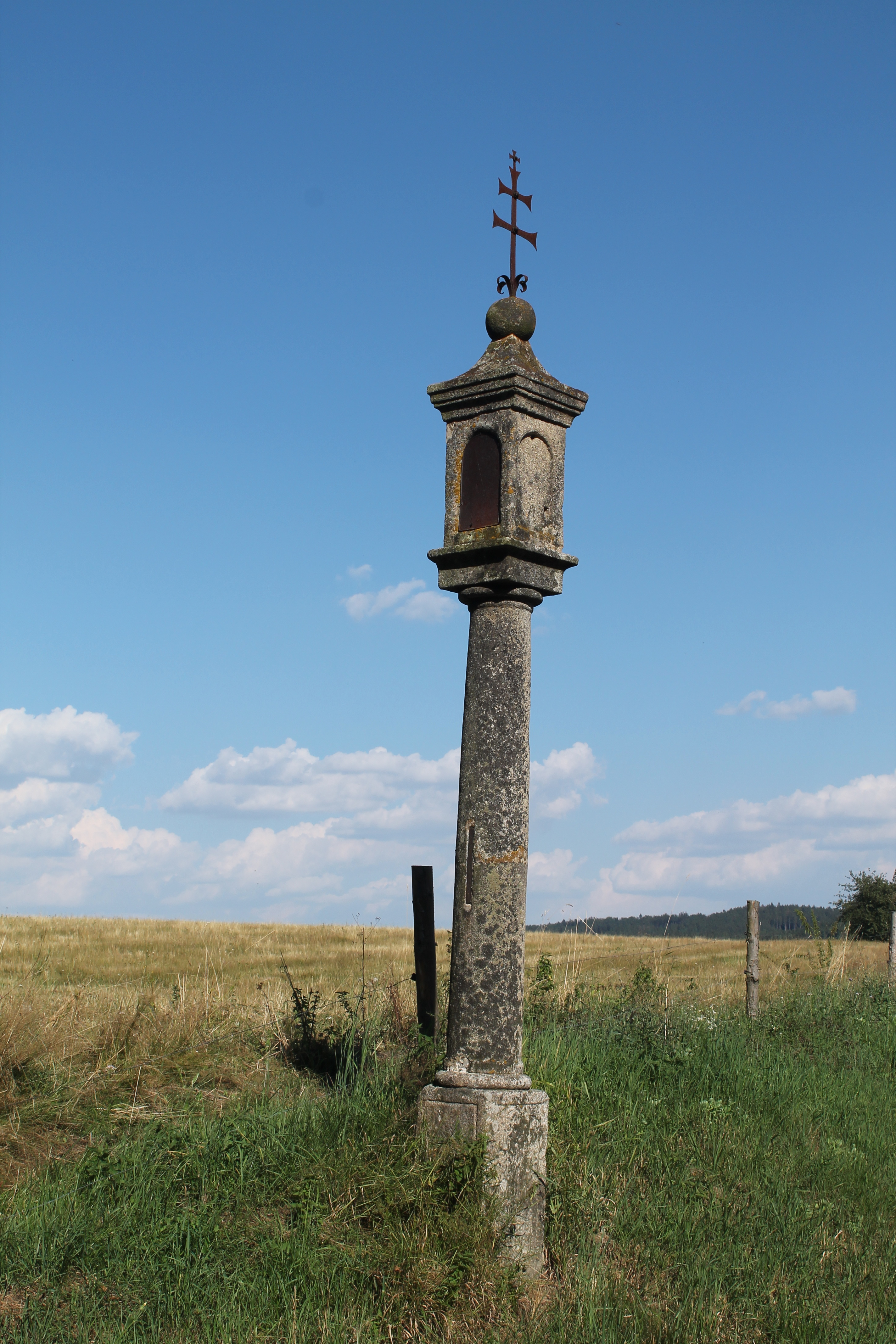
Boží muka u silnice na Staré Město
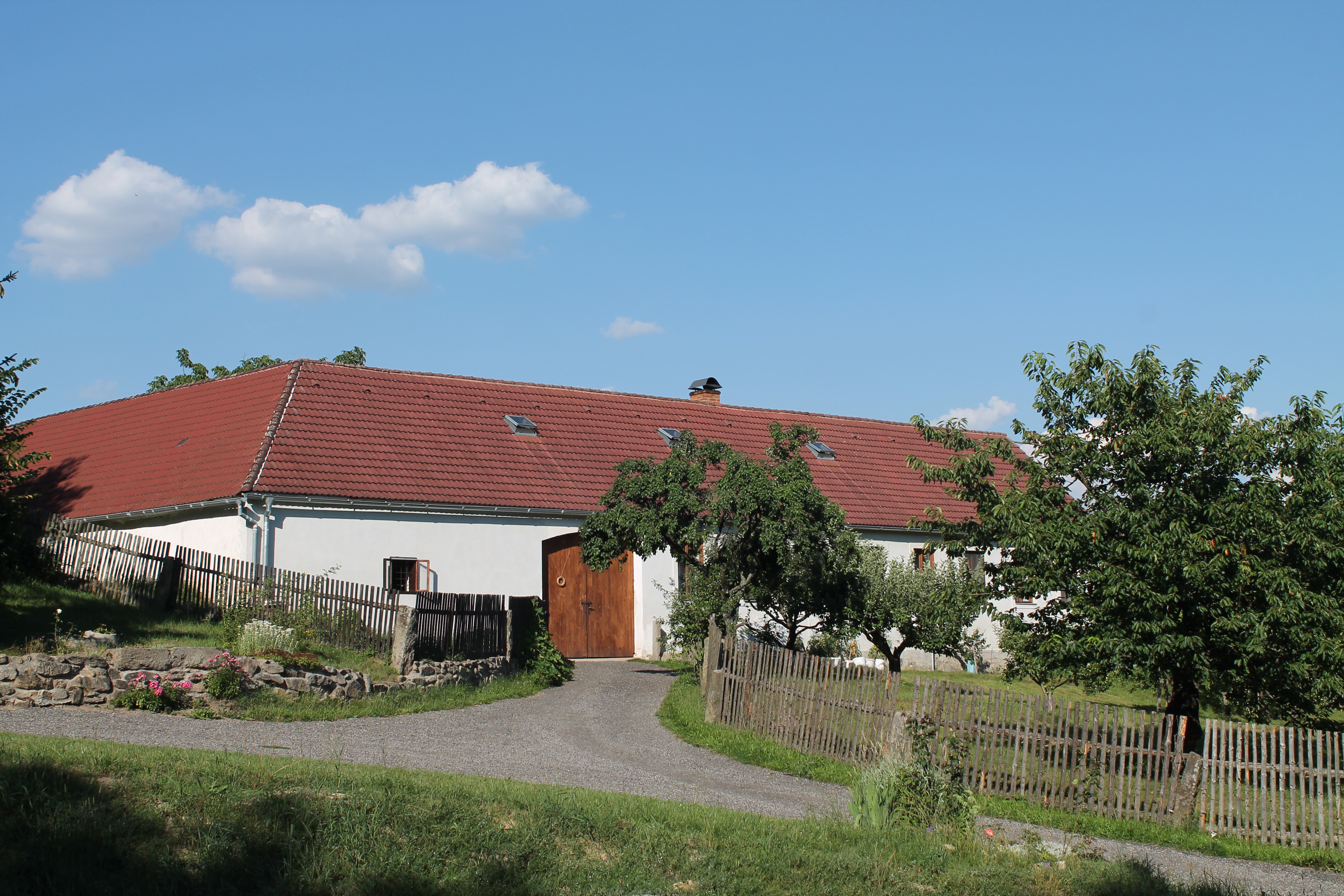
Stavení čp. 15
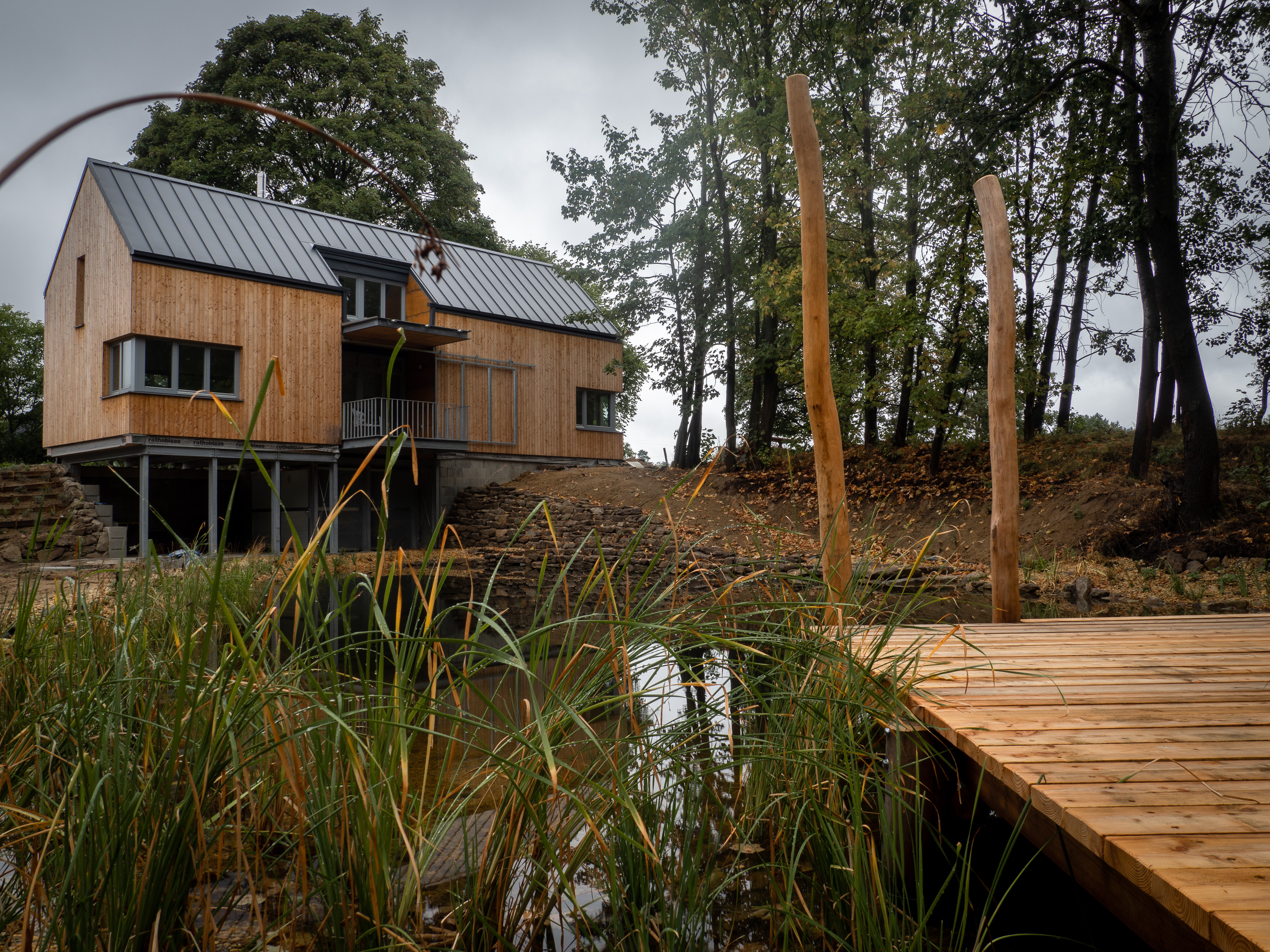
Moderní chata ve vsi